# Зарич (Нешвиц)

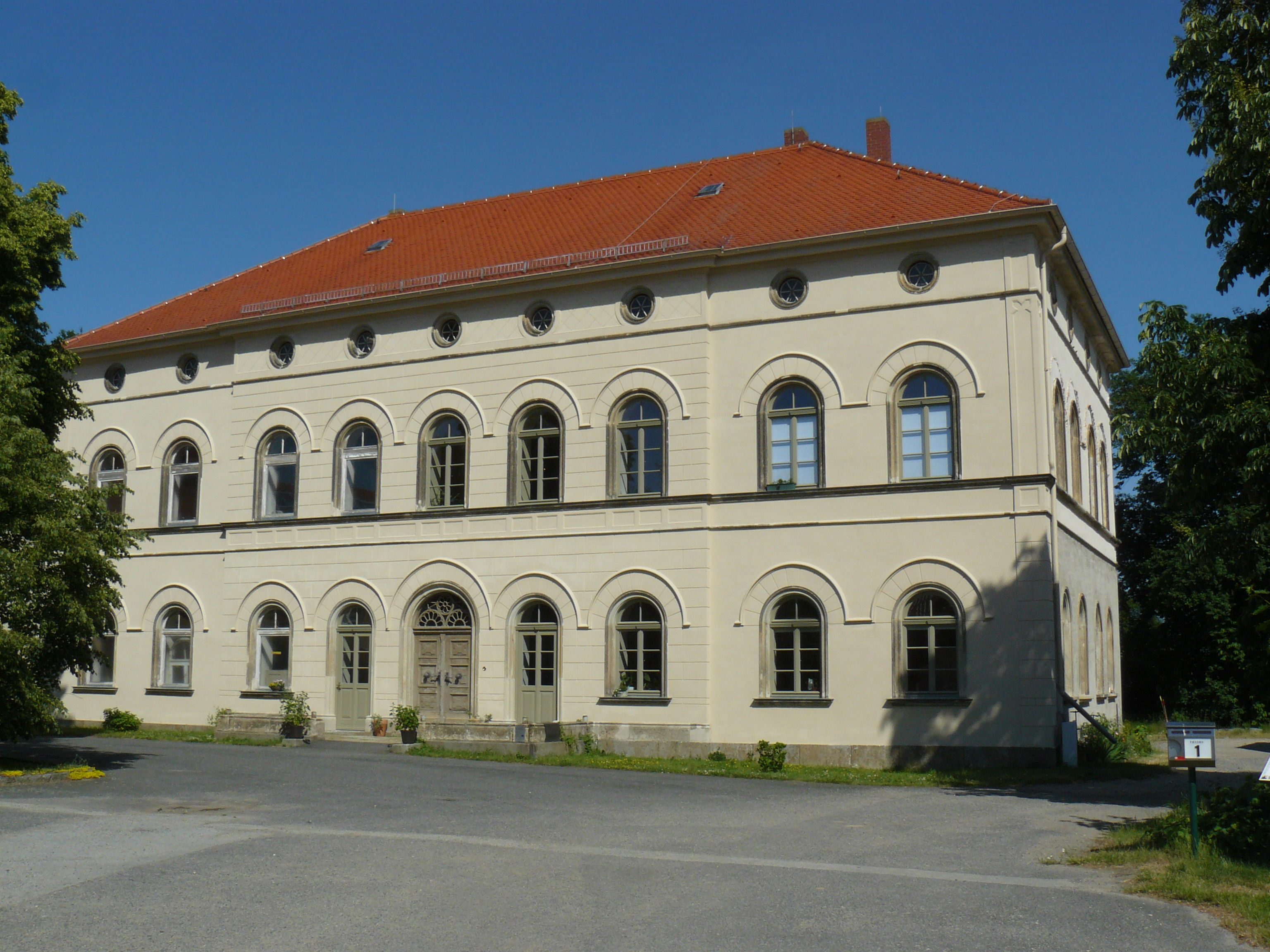
Усадьба

За́рич или За́реч (нем. Saritsch; в.-луж. Zarěčо файле) — деревня в Верхней Лужице, Германия. Входит в состав коммуны Нешвиц района Баутцен в земле Саксония. Подчиняется административному округу Дрезден.

## География
Деревня находится примерно в девяти километрах на северо-запад от Будишина и в четырёх километрах южнее от административного центра коммуны Нешвиц. Рядом располагаются деревни: на северо-востоке — деревни Кроньца и Луга, на юге и противоположном берегу реки Шварцвассер (Чорница) — Лагов и на западе — Банецы.

## История
Деревня возникла на месте бывшего небольшого средневекового замка, который впервые упоминается в 1412 году под наименованием Scharezk. В XVI веке замок был заброшен и на его месте была построена усадьба, сохранившаяся до нашего времени. От замка остались рвы, окружающие бго-восточную окраину деревни.
С 1772 по 1946 года деревня и усадьба, построенная в XIX веке, принадлежала помещичьему роду фон Телер (von Theler). В 1843 году была построена первая школа, в которой обучались дети из близлежащих деревень Лога, Банецы, Вбогов, Гаслов, Вутоличицы и Кроньца.
С 1936 по 1993 года деревня была административным центром коммуны с одноимённым названием, в которую входили деревни Лога, Банецы и Вбогов. С 1993 года входит в современную коммуну Нешвиц.
В настоящее время деревня входит в состав культурно-территориальной автономии «Лужицкая поселенческая область», на территории которой действуют законодательные акты земель Саксонии и Бранденбурга, содействующие сохранению лужицких языков и культуры лужичан.

## Население
Официальным языком в населённом пункте, помимо немецкого, является также верхнелужицкий язык.
Согласно статистическому сочинению «Dodawki k statisticy a etnografiji łužickich Serbow» Арношта Муки в 1884 году проживало 122 человека (из них — 111 серболужичан (91 %)).
В послевоенное время около соседней деревни Ветров началось увеличение производственной мощности завода по выпуску огнеупорных материалов «VEB Feuerfestwerke Wetro», что привело к значительному увеличению численности и изменению национального состава деревни.
Лужицкий демограф Арношт Черник в своём сочинении «Die Entwicklung der sorbischen Bevölkerung» указывает, что в 1956 году при общей численности в 792 человека серболужицкое население деревни составляло 32,7 % (из них верхнелужицким языком активно владело 177 человек, 17 — пассивно и 65 несовершеннолетних владели языком).
В 90-е годы XX столетия произошло сокращение рабочих мест на заводе и численность деревни в 2011 году возвратилась до уровня конца XIX столетия.
| 1834 | 1871 | 1884 | 1890 | 1910 | 1925 | 1939 | 1946 | 1950 | 1956 | 1964 | 1990 | 2011 | 2016 |
| ---- | ---- | ---- | ---- | ---- | ---- | ---- | ---- | ---- | ---- | ---- | ---- | ---- | ---- |
| 106  | 139  | 122  | 123  | 116  | 164  | 640  | 802  | 853  | 792  | 542  | 408  | 130  | 126  |

## Достопримечательности
Памятники культуры и истории земли Саксония
- Усадьба[9], XIX век (№ 09304032)
- Восточный особняк (Östliches Herrenhaus), 1870 год (№ 09252278)
- Юго-западное здание крестьянского хозяйства (Südwestliches Wirtschaftsgebäude mit Gewölben im Stallteil), 1870 год (№ 09252278)
- Голубятня и западный пруд, 1870 (№ 09252278)
- Лютеранская часовня, 1907 (№ 09252276).
- Wegestein (№ 09253316, 09253317)